# Peléiny slzy

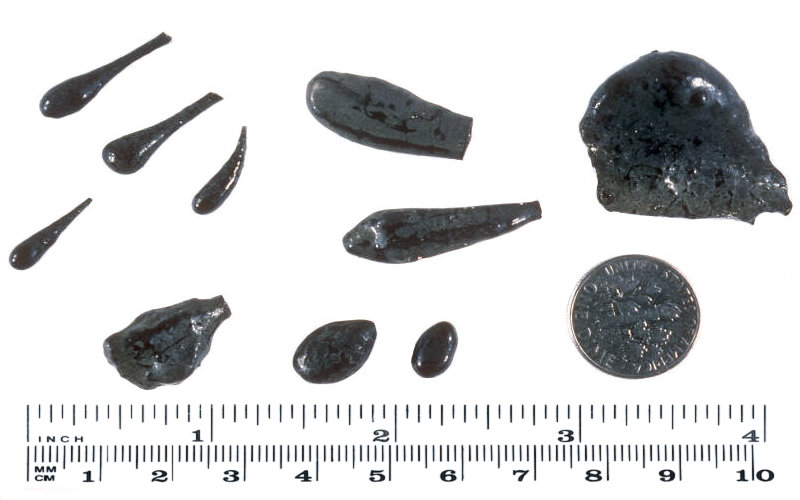
Různé tvary Peléiných slz z havajské Kilauei.

Peléiny slzy (havajsky nā waimaka o Pele) nebo také slzy bohyně Pelé, slzy Pelé jsou drobné kousky utuhnutého čedičového sopečného skla ve tvaru kapek, vznikající za určitých podmínek během výlevných sopečných erupcí.
Nesou jméno po havajské bohyni sopek Pelé. 

## Vznik

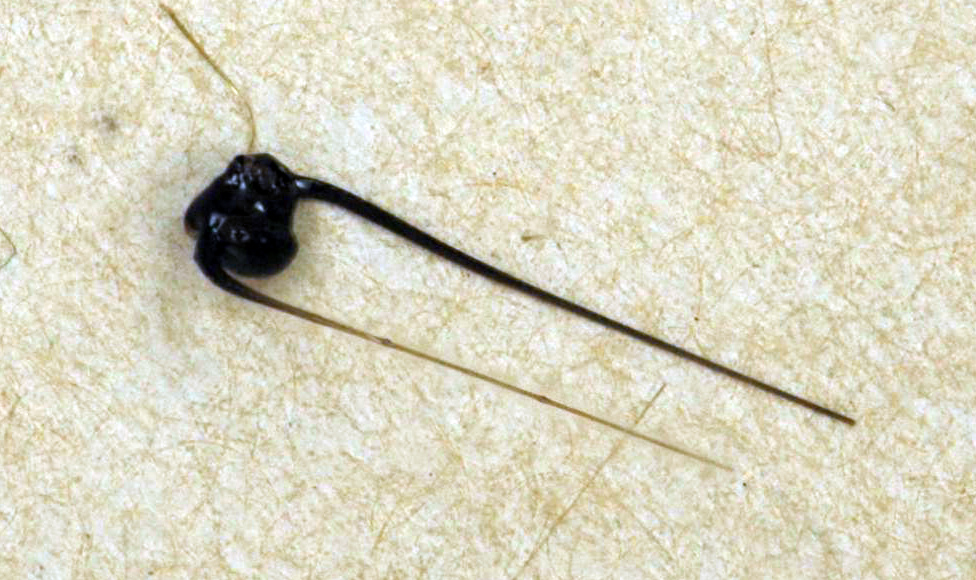
Dvě vlákna Peléiných vlasů, vybíhající z Peléiny slzy.

Peléiny slzy vznikají za specifických podmínek během efuzivních erupcí, produkující málo viskózní čedičovou horninu, prostřednictvím lávových fontán, lávových kaskád („lávopádů“), lávových proudů s turbulentním prouděním nebo lávových jezer. Když drobné úlomky roztavené taveniny vytrysknou do vzduchu, tak vlivem odporu vzduchu a povrchového napětí tvoří sférické kousky lávových kapek. Než dopadnou na zem, tak je zapotřebí, aby je okolní vzduch rychle ochladil, čímž získávají skelnou strukturu. Za splnění dalších specifických podmínek může jejich vývoj dále pokračovat, kdy prostřednictvím působení větru jsou z kapek postupně formovány Peléiny vlasy. Proto není neobvyklé nalézt slzy zapletené v chomáčích těchto vlasů.

## Význam
Peléiny slzy jsou pro vulkanology cenné z toho důvodu, že v nich jsou uvězněny bubliny sopečných plynů a částice, zvané vezikuly. Jejich analýza poskytuje velké množství informací o mechanismech dané erupce. Například tvar vezikuly může prozradit její intenzitu. Když se v lávě vezikuly tvoří, mají kulovitý tvar. Pokud je však erupce prudká, vezikuly se deformují a získávají protáhlejší tvar. Analýza sopečných plynů naopak poskytuje informace o chemickém složení magmatické komory. Tato data lze použít k určení výbušné povahy erupce a pomáhají pochopit složité procesy probíhající v sopkách.

## Galerie

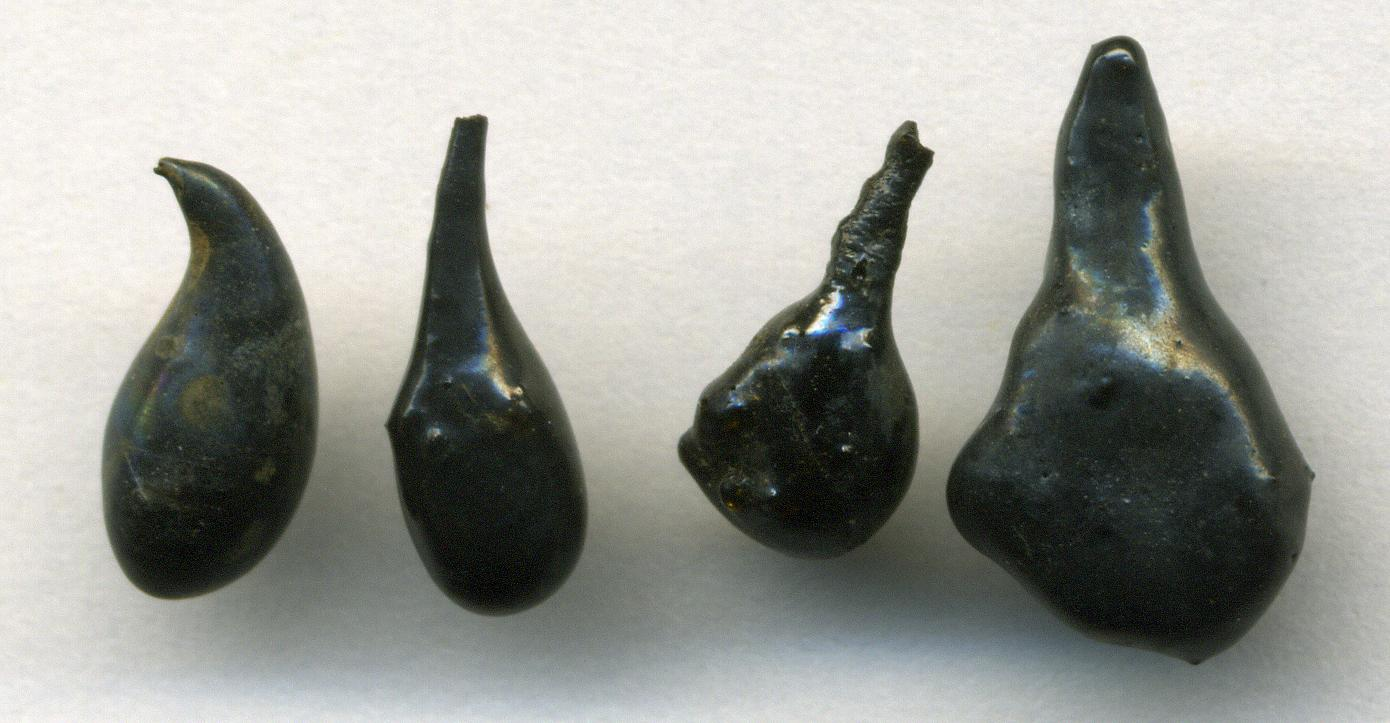
Slzy z havajské Kilauei.
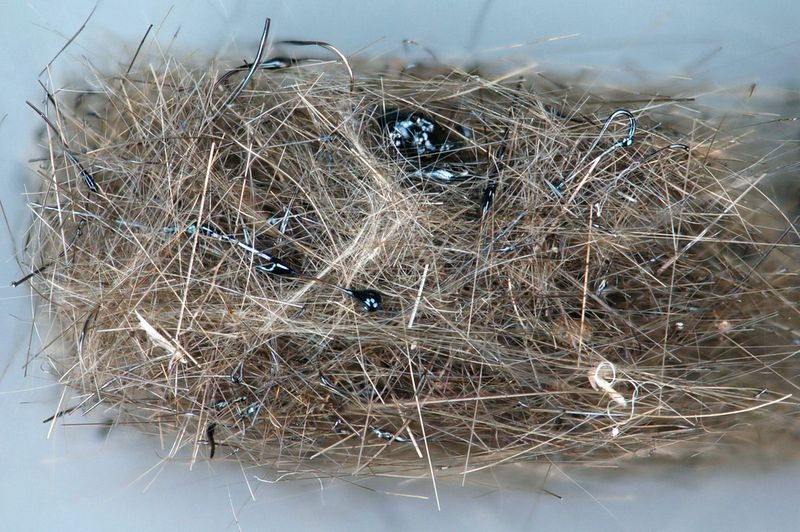
Slzy zapletené do Peleiných vlasů.
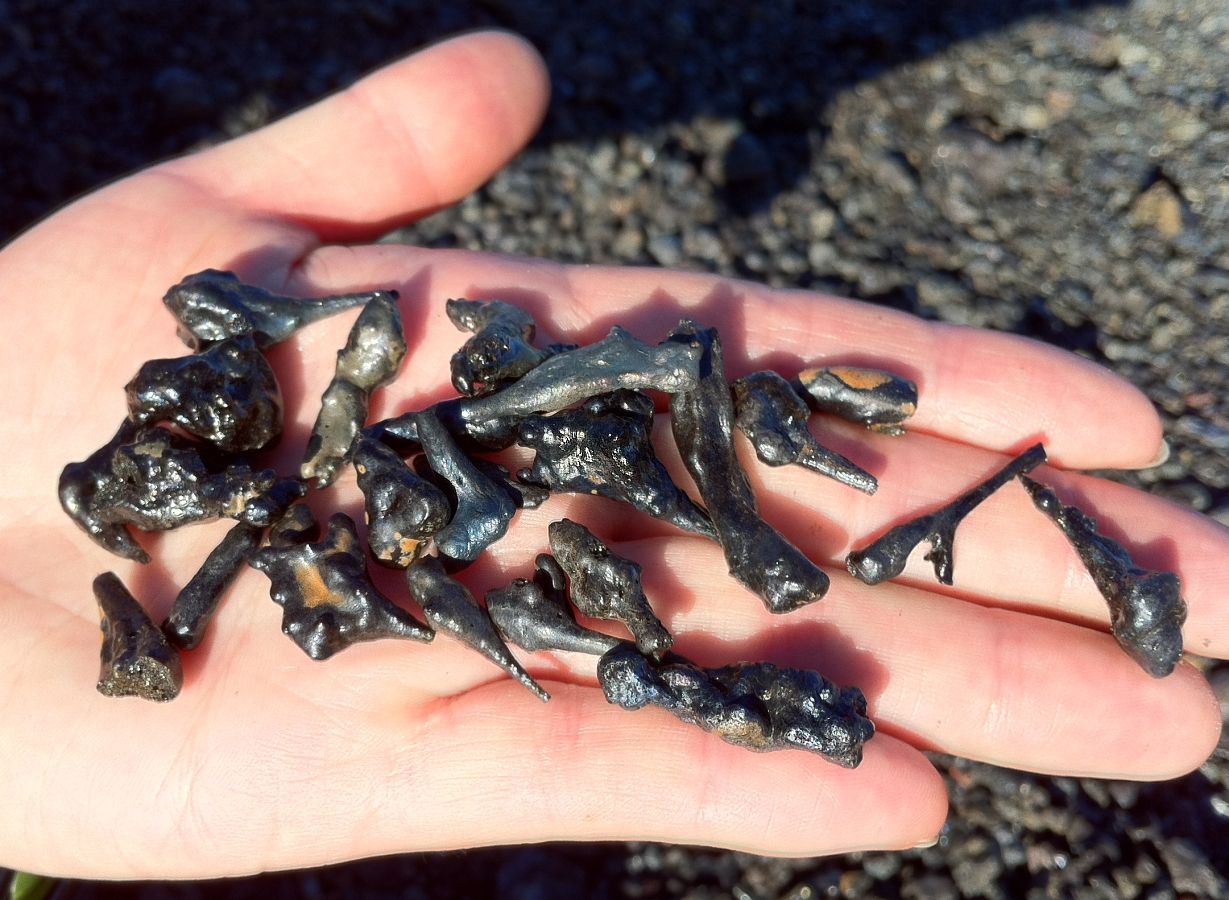